# London Kills
London Kills est une série télévisée britannique créée par Paul Marquess, diffusé aux États-Unis depuis le 26 février 2019 sur Acorn tv, et au Royaume-Uni depuis le 24 juin 2019 sur la BBC One.
Cette série est inédite dans tous les pays francophones.
La série fait suite à l'ancienne série policière Suspects de Marquess, basée à Londres, et à part la distribution, présente un certain nombre de similitudes frappantes, y compris une sensation de style documentaire et un script ad-lib permettant à la distribution d'improviser partiellement leurs lignes basées sur un synopsis donné.

## Synopsis
Les enquêtes de l'inspecteur principal David Bradford et de son équipe de la police métropolitaine de Londres.

## Distribution
- Hugo Speer : Inspecteur principal David Bradford
- Sharon Small : Inspecteur principal Vivienne Cole
- Bailey Patrick (en) : agent de police Rob Brady
- Tori Allen-Martin (en) : agent de police Billie Fitzgerald
- Jennie Jacques (en) : Amber Saunders (saison 1)
- Maimie McCoy : Grace Harper (saison 2)

## Liste des épisodes

### Saison 1 (2019)
1. The Politician's Son
2. Stag Night
3. Blood Lines
4. Sex Games
5. Connected

### Saison 2 (2019)
1. The Dark
2. The Ultimate Price
3. Family Affairs
4. Turf War
5. Capture

### Saison 3 (2022)
1. Grace
2. Cyber Bully
3. Blood
4. Control Freak
5. Crossing the Line